# Aeroporto Internacional de El Salvador
O Aeroporto Internacional de El Salvador «Monsenhor Oscar Arnulfo Romero e Galdámez»  (código IATA: SAL, código OACI: MSLP), outrora chamado Aeroporto Internacional Cuscatlán, é um aeroporto de El Salvador. Está localizado a cerca de 40 km de San Salvador, capital do país. Foi construído na segunda metade dos anos 1970, sendo finalizado em 1979 pela construtora japonesa Hazumi Gumi. Na altura, substituiu o Aeroporto de Ilopango, que foi o antigo Aeroporto Internacional de San Salvador e que actualmente é usado pela aviação militar e por voos charter. Este aeroporto foi edificado por iniciativa e petição do Presidente do país da altura, Arturo Armando Molina.
O aeroporto é o principal centro de conexões, ou hub, da companhia aérea Avianca, e serve também outras companhias aéreas que voam para quase 30 destinos da América Central, América do Norte, América do Sul e Europa. Além disso, a nova companhia aérea salvadorenha VECA Airlines oferece serviços à região e, tal como a Avianca, tem a sua sede no Aeroporto Internacional de El Salvador.

## Localização geográfica
A localização geográfica do Aeroporto Internacional de El Salvador  é privilegiada, situando-e na zona Centro-Sul do país, na cidade de San Luis Talpa, La Paz, e ocupa uma planície triangular de 1024 hectares, limitadas ao sul pelo oceano Pacífico, ao Leste pelo Rio Jiboa, e ao noroeste pela Carretera del Litoral.
Está ligado à capital de El Salvador, San Salvador, através de uma moderna autoestrada de quatro vias e 42 quilómetros de extensão, que permite realizar o percurso num tempo médio de 30 minutos. O  Aeroporto Monsenhor Oscar Arnulfo Romero é o terceiro do istmo em movimento de passageiros (2.4 milhões anuais).
O Aeroporto Internacional La Aurora, na Cidade da Guatemala, é um rival directo do aeroporto salvadorenho, cuja localização lhe dá muita vantagem em frente aos outros aeroportos da região. O Aeroporto Internacional de El Salvador está catalogado como categoria 1 pela Administração Federal de Aviação dos Estados Unidos (FAA) e está certificado pela Autoridade de Aviação Civil (AAC). Nos World Airport Awards 2015 da Skytrax foi reconhecido como o terceiro melhor aeroporto da América Central e Caribe.

## Instalações do AIES

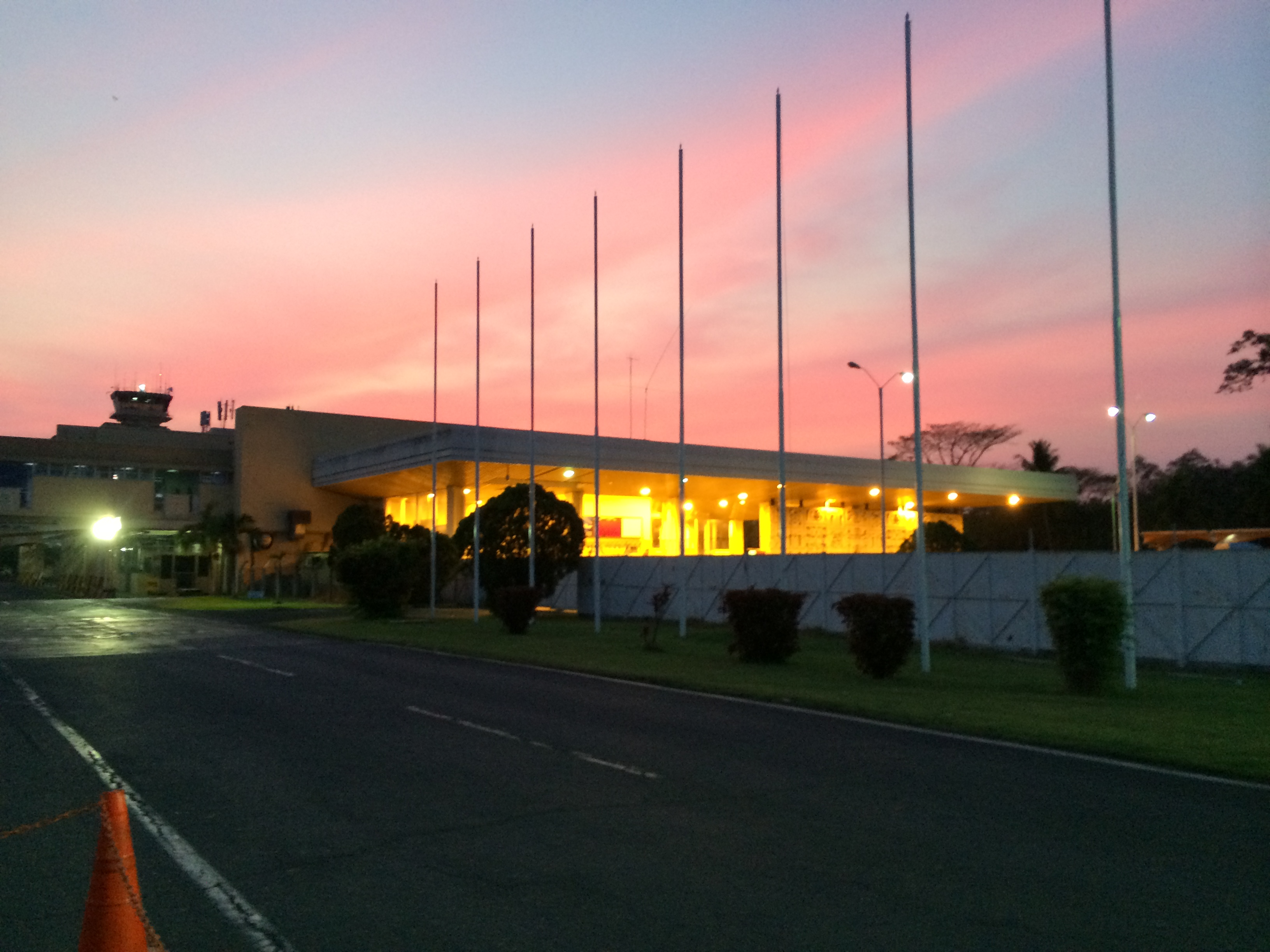
Aeroporto Internacional de El Salvador ao entardecer.

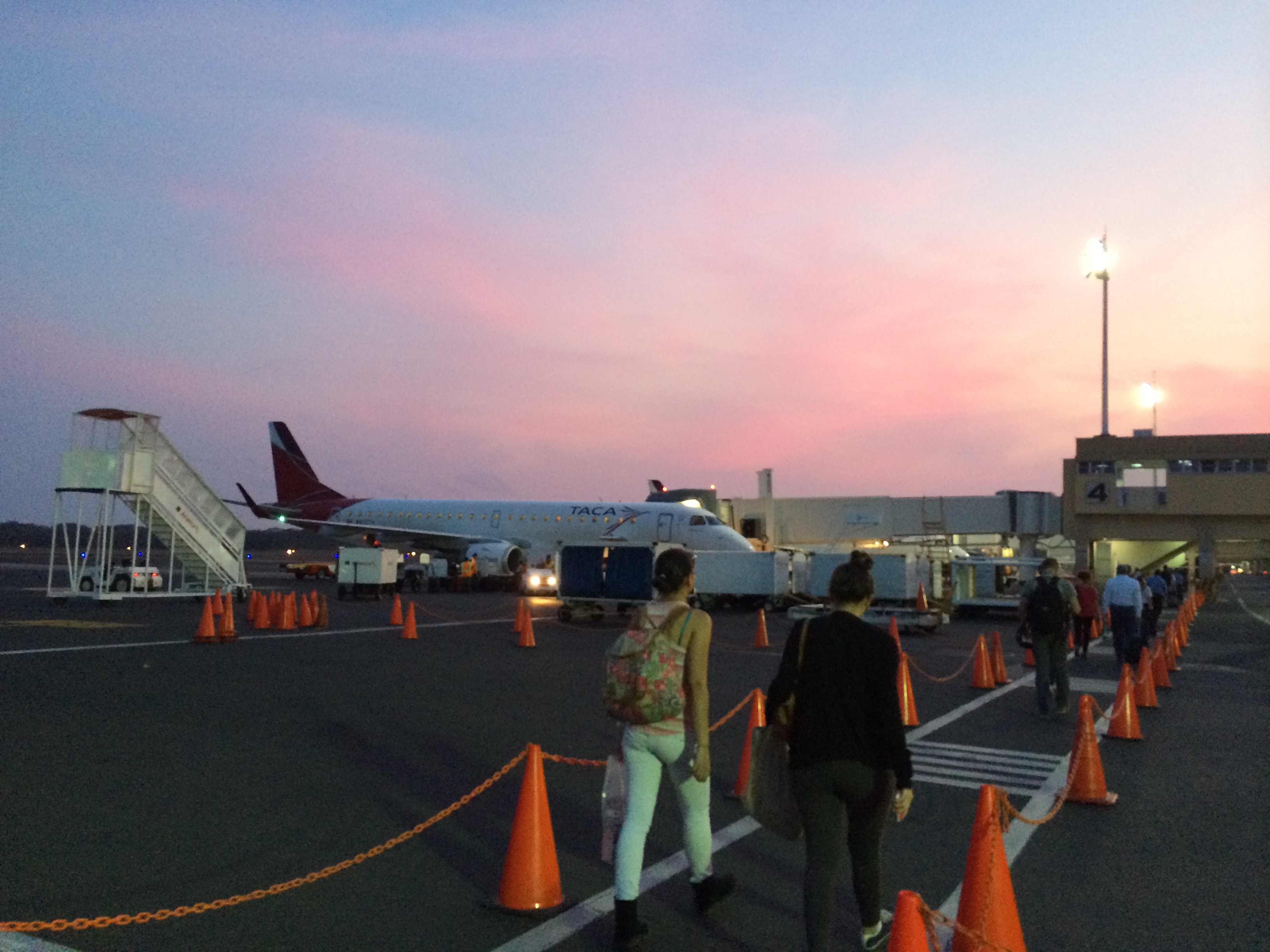
Porta 4 do Aeroporto de San Salvador.

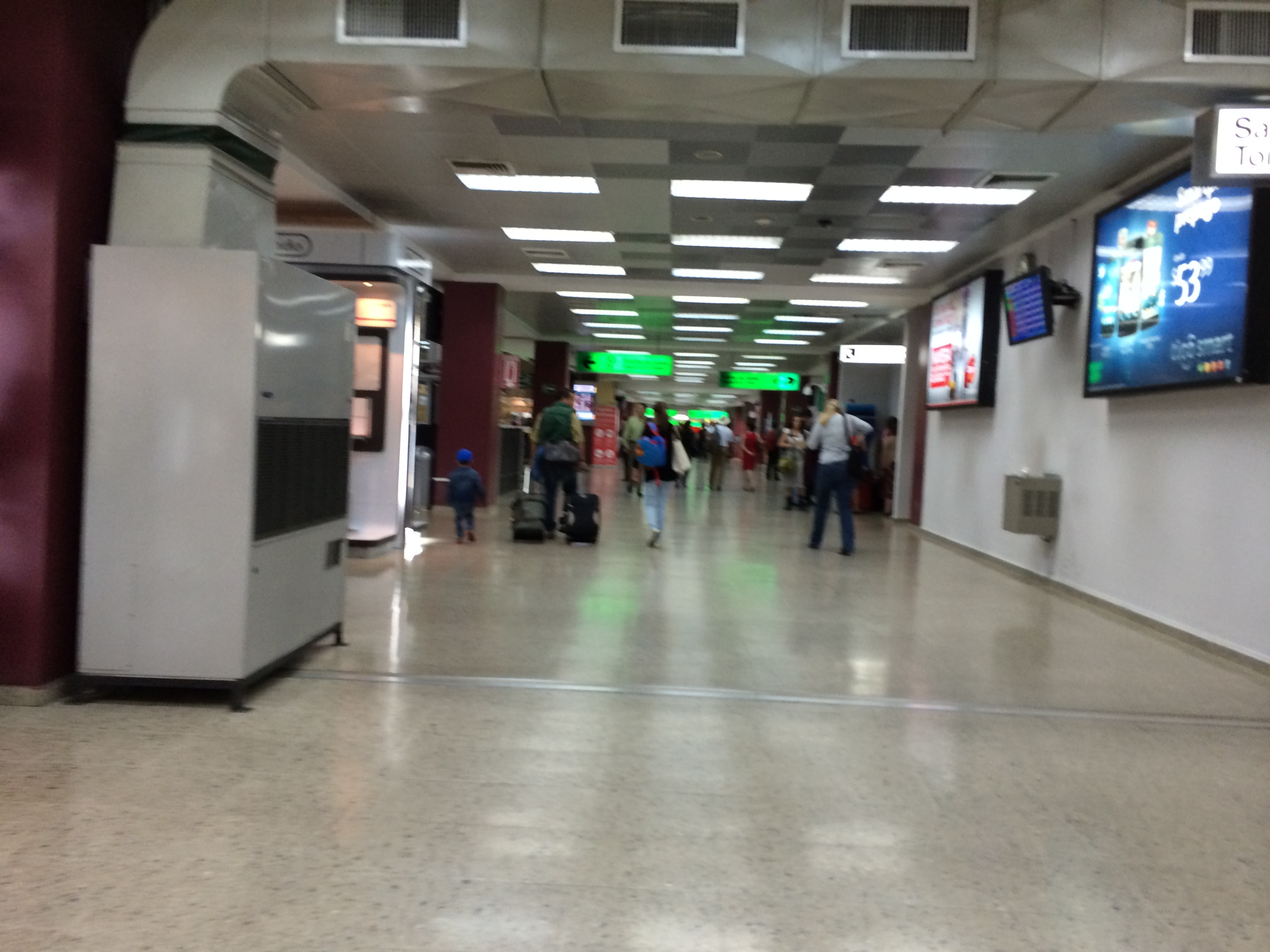
Corredor principal do Aeroporto Internacional de El Salvador.

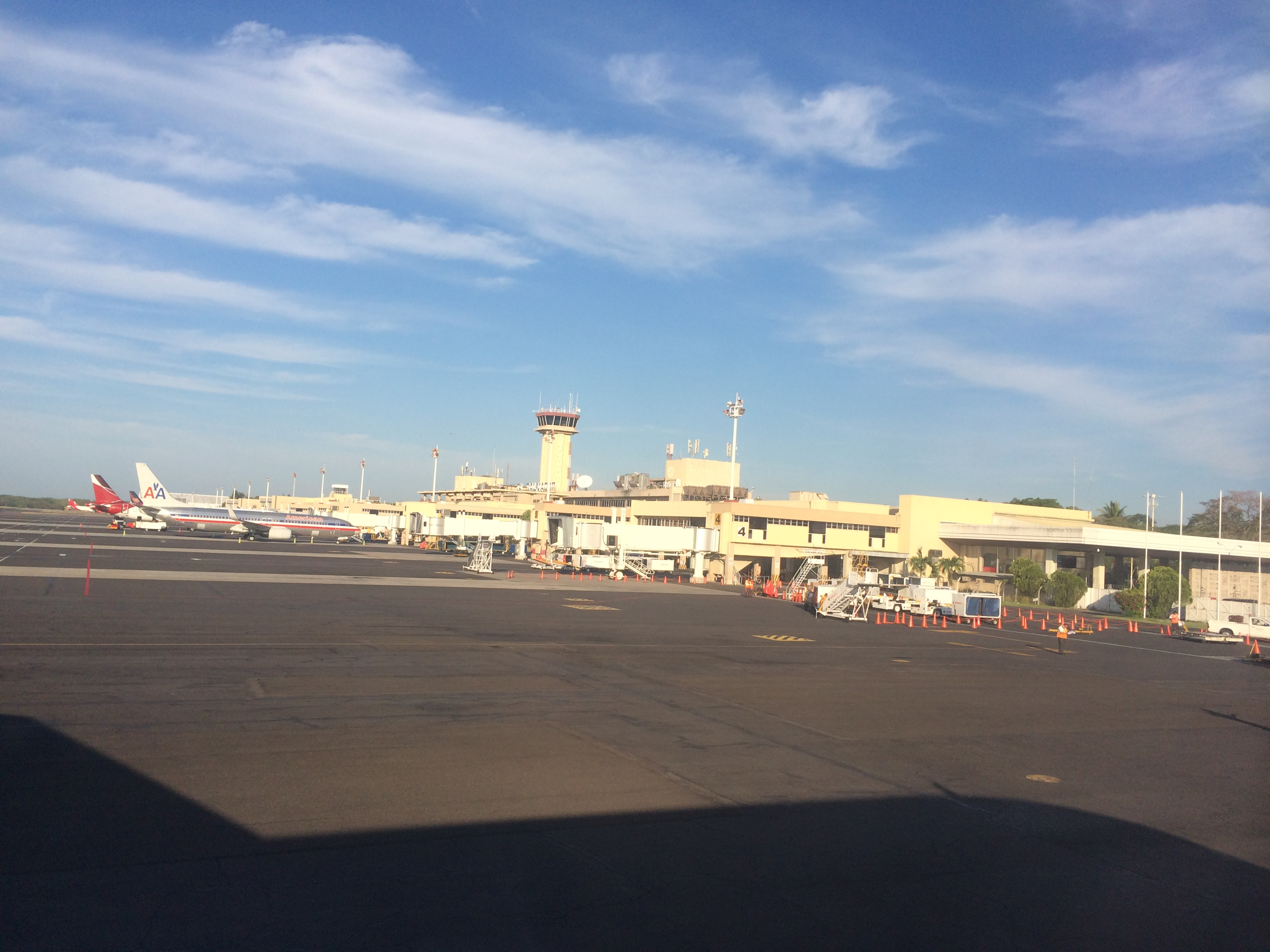
Aeroporto Internacional de El Salvador.

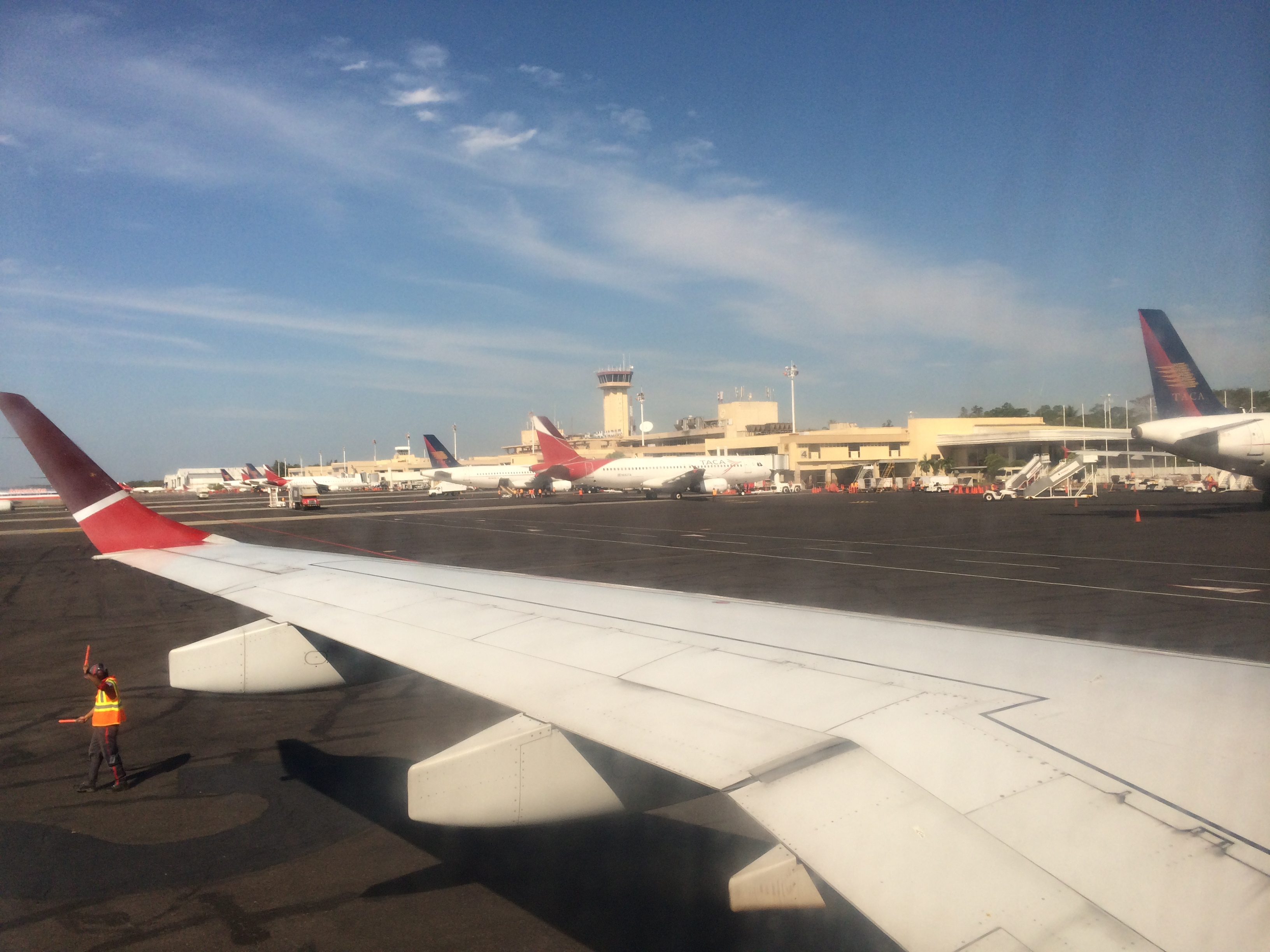
Aviões da Avianca El Salvador no Aeroporto Internacional de El Salvador.

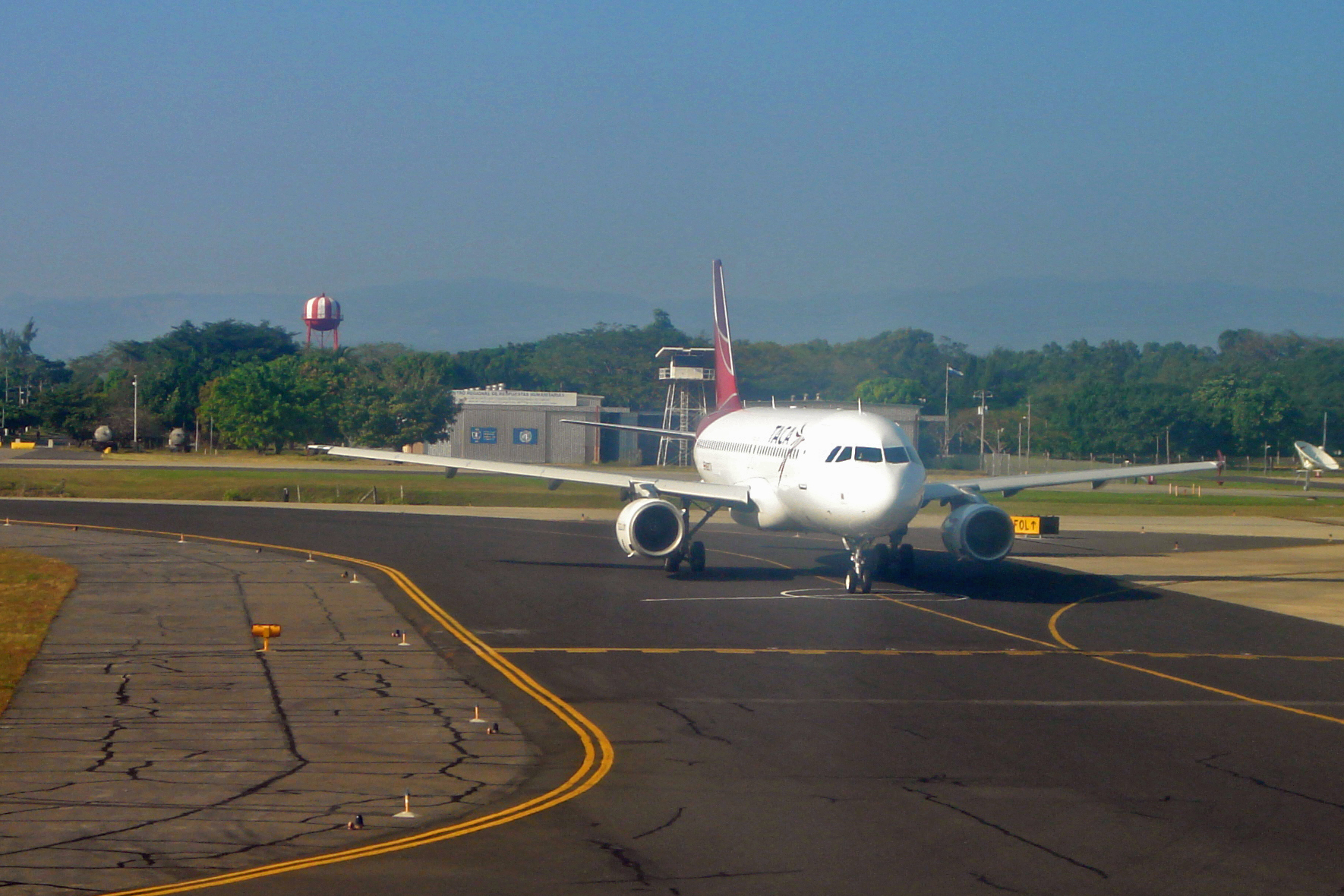
Airbus A320 da Avianca El Salvador a rodar para descolar de San Salvador.

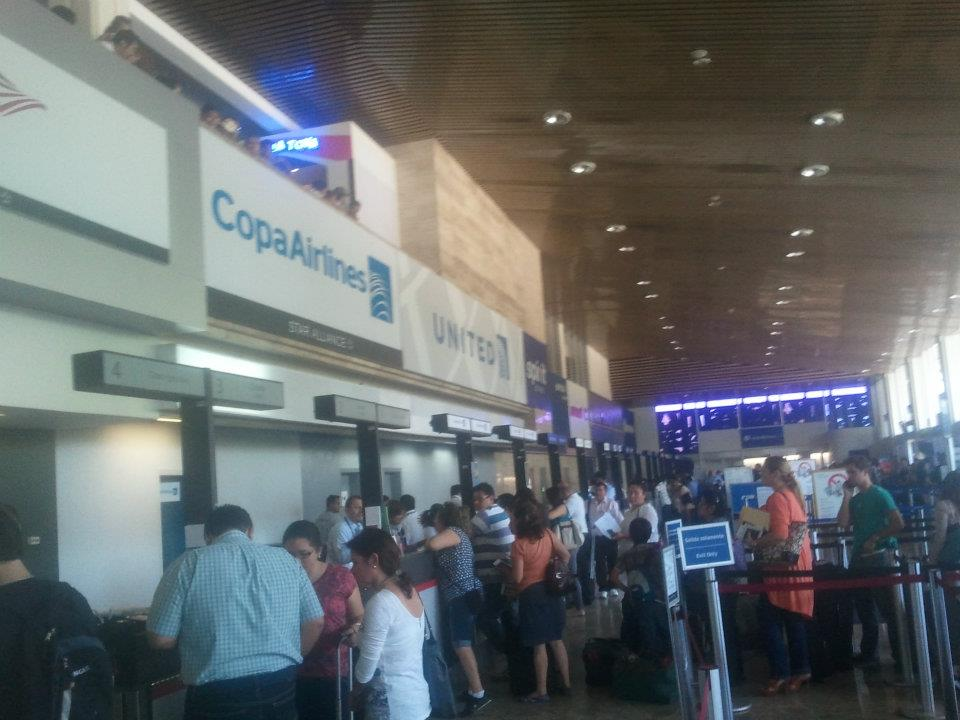
Balcões de documentação do Aeroporto Internacional de El Salvador.

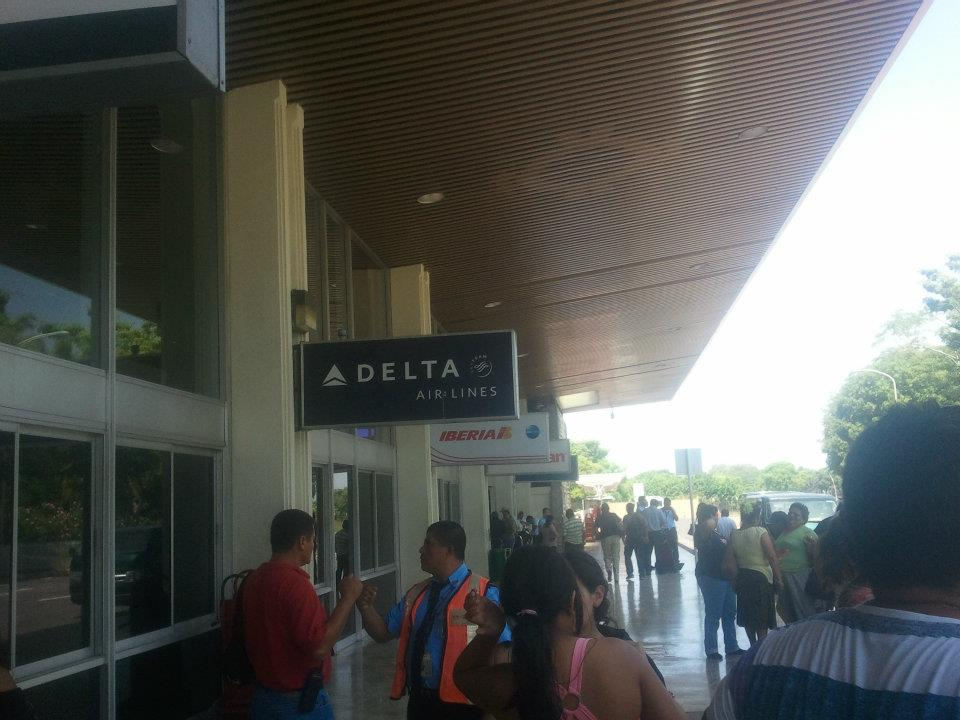
Área de saídas do Aeroporto Internacional de El Salvador.

### Infraestruturas
A pista principal tem a extensão de 3.2000 metros, com 60 metros de largura e superfície de rolamento efectiva de 45 metros. O taxyway "Alfa", paralelo à pista principal, liga-se à mesma através de seis saídas. A pista 18-36, secundária, serve aeronaves mais pequenas, possuindo 800 metros de comprimento. Serve agora como um estacionamento de longa duração para aeronaves que o requeiram. Uma vez que tem a classificação 4E, o aeroporto pode receber aparelhos como Boeing 747 e Airbus A340, operando em plena capacidade.
Em 2015 foi anunciada a reabilitação do asfalto da pista principal e dos taxiways, bem como ampliações no que respeita a plataformas de estacionamento para aviões.

### Terminal de Passageiros
Na plataforma do Edifício Terminal de Passageiros (ETP) existem 17 locais de parqueamento para aeronaves, a grande maioria (14) ligados directamente às salas de espera através de mangas de embarque. Os outros três parqueamentos de aviões são remotos, com os passageiros transportados de e para o terminal em autocarro. A área total do ETP é de 34.380 metros quadrados, onde se incluem as salas de espera, corredores, serviços fronteiriços e migratórios e diversas lojas. Há obras de ampliação programadas, como novas salas de espera, um "food court".

### Terminal de Carga
A plataforma do Edifício Terminal de Carga (ETC) dispõe de três pisos de estacionamento para aeronaves de carga, e conta ainda com uma plataforma para a manutenção de cinco aeronaves que o requeiram, em frente aos hangares da Aeromantenimiento (Aeroman), uma moderna oficina de reparos que tem atingido altos níveis de serviço na América Latina e que representa um valor agregado para o AIES. O ETC tem uma área construída – entre oficinas e escritórios – de 10.286 metros quadrados.

### Instalações da Aeroman
A Aeroman é a estação reparadora de aviões comerciais mais importante da região e o único membro da rede de MRO da Airbus na América Latina. Fundada em 1983, actualmente conta com 12 linhas de produção e depois da sua expansão contará com 28 linhas, tornando-se não só na maior estação de manutenção de aeronaves do continente como também numa das mais competitivas ao nível mundial, estando ao serviço de aviões "Wide body" ou de cabine larga.
A Aeroman difere das suas rivais porque tem conseguido atrair como clientes companhias aéreas de todo o continente, incluindo norte-americanos, o que evidencia a sua elevada qualidade. Alguns dos clientes da Aeroman são: JetBlue Airways, Delta Air Lines, American Airlines (depois da fusão com a US Airways), Southwest Airlines, Avianca El Salvador, Volaris, LAN Airlines e Copa Airlines.

### Outros serviços
Os utentes do aeroporto podem efectuar as suas compras numa ampla faixa de lojas livres de impostos, de venda de roupa, perfumaria, licores e tabaco. Há ainda várias lojas de artesanato e restaurantes de comida típica e internacional.
Além disso, no aeroporto prestam os seus serviços doze empresas de aluguer de automóveis: Budget, Avis, Best Rent A Car, Thrifty Car Rental, Discha, National, Alamo, Tropic, Hertz, Rental, Transportes Krysmar, Union Rent A Car e Servi Rent Car. Pode ainda contactar-se os representantes dos grupos hoteleiros com mais prestígio internacional, como Hilton San Salvador, Sheraton, Real InterContinental San Salvador, Crowne Plaza, Terraza ou Comfort, e a apenas cinco minutos do aeroporto encontra-se o Hotel Quality.
Tanto no Edifício Terminal de Carga (ETC), como no Edifício Terminal de Passageiros (ETP), podem realizar-se transacções bancárias através dos bancos Hipotecario, Citibank e Banco Agrícola, e através de caixas automáticos.

## Mudança de nome
A 20 de Março de 2014, os deputados da Assembleia Legislativa de El Salvador aprovaram um parecer do Presidente da República, Mauricio Funes, para mudar o nome do aeroporto para Aeroporto Internacional de El Salvador "Monsenhor Oscar Arnulfo Romero e Galdámez". A proposta recebeu 54 votos favoráveis, e o nome foi alterado no dia 24 de Março desse mesmo ano, na comemoração do 34º aniversário do martírio de Oscar Arnulfo Romero e Galdámez. O presidente Mauricio Funes e o Presidente da Assembleia Legislativa, Sigfrido Reis, inauguraram no terminal aéreo uma placa memorial com o novo nome do aeroporto.

## Companhias aéreas e Destinos
No Aeroporto Internacional de El Salvador, oferecem os seus serviços 13 companhias aéreas internacionais, entre elas três das mais importantes de América do Norte: American Airlines, Delta Air Lines, United Airlines. Também se pode viajar na Aeroméxico Connect , Spirit Airlines, Copa Airlines, Iberia e nas salvadorenhas VECA Airlines e Avianca El Salvador (fundada em 1933 como TACA International Airlines – Transportes Aéreos do Continente Americano; que tem uma larga operação na América Central e Caribe.
| Destinos por companhia aérea                         | Destinos por companhia aérea | Destinos por companhia aérea |
| Linha aérea                                          | Cidade (aeroporto) | Aliança                      |
| ---------------------------------------------------- | --- | ---------------------------- |
| Avianca El Salvador                                  | Belize (Philip S. W. Goldson) / Bogotá (El Dorado) / Cáli (Alfonso Aragón) / Cancún (Internacional de Cancún) / Cidade da Guatemala (La Aurora) / Cidade do México (Internacional da Cidade do México) / Cidade do Panamá (Tocumen) / Chicago (O'Hare) / Dallas (Dallas/Fort Worth) / Guayaquil (José Joaquín de Olmedo) / Houston (George Bush) / Havana (José Martí) / Liberia (Daniel Oduber Quirós) / Lima (Jorge Chávez) / Los Angeles (Internacional de Los Angeles) / Manágua (Augusto Sandino) / Medellín (José Córdova) / Miami (Internacional de Miami) / Nova Iorque (John F. Kennedy) / Quito (Mariscal Sucre) / Roatán (Juan Gálvez) / São Francisco (Internacional de São Francisco) / San José (Juan Santamaría) / San Pedro Sula (Ramón Morales) / Tegucigalpa (Aeroporto Internacional Toncontín) / Toronto (Pearson) / Washington D.C. (Washington Dulles) | Star Alliance                |
| VECA Airlines                                        | Cidade da Guatemala / San José (Juan Santamaría) | N/A                          |
| Aeroméxico                                           | Cidade do México (Internacional da Cidade do México) | Skyteam                      |
| Air Transat                                          | Montreal (Pierre Trudeau) / Toronto (Pearson) | N/A                          |
| American Airlines                                    | Dallas (Dallas/Fort Worth) / Miami (Internacional de Miami) | Oneworld                     |
| Avianca Costa Rica                                   | San José (Juan Santamaría) | Star Alliance                |
| Avianca Peru                                         | Lima (Jorge Chavéz) | Star Alliance                |
| CanJet                                               | Montreal (Pierre Trudeau) / Toronto (Pearson) | N/A                          |
| Copa Airlines                                        | Cidade de Panamá (Tocumen) | Star Alliance                |
| Delta Air Lines                                      | Atlanta (Hartsfield-Jackson) / Los Angeles (Internacional de Los Angeles) | Skyteam                      |
| Iberia                                               | Cidade da Guatemala (La Aurora) / Madrid Só saída e Só chegada | Oneworld                     |
| Spirit Airlines                                      | Fort Lauderdale (Internacional de Fort Lauderdale-Hollywood) / Houston (George Bush) | N/A                          |
| United Airlines                                      | Houston (George Bush) / Newark (Internacional de Newark) | Star Alliance                |
| Total: 31 destinos, 13 companhias aéreas, 3 alianças | |                              |

### Terminal Internacional

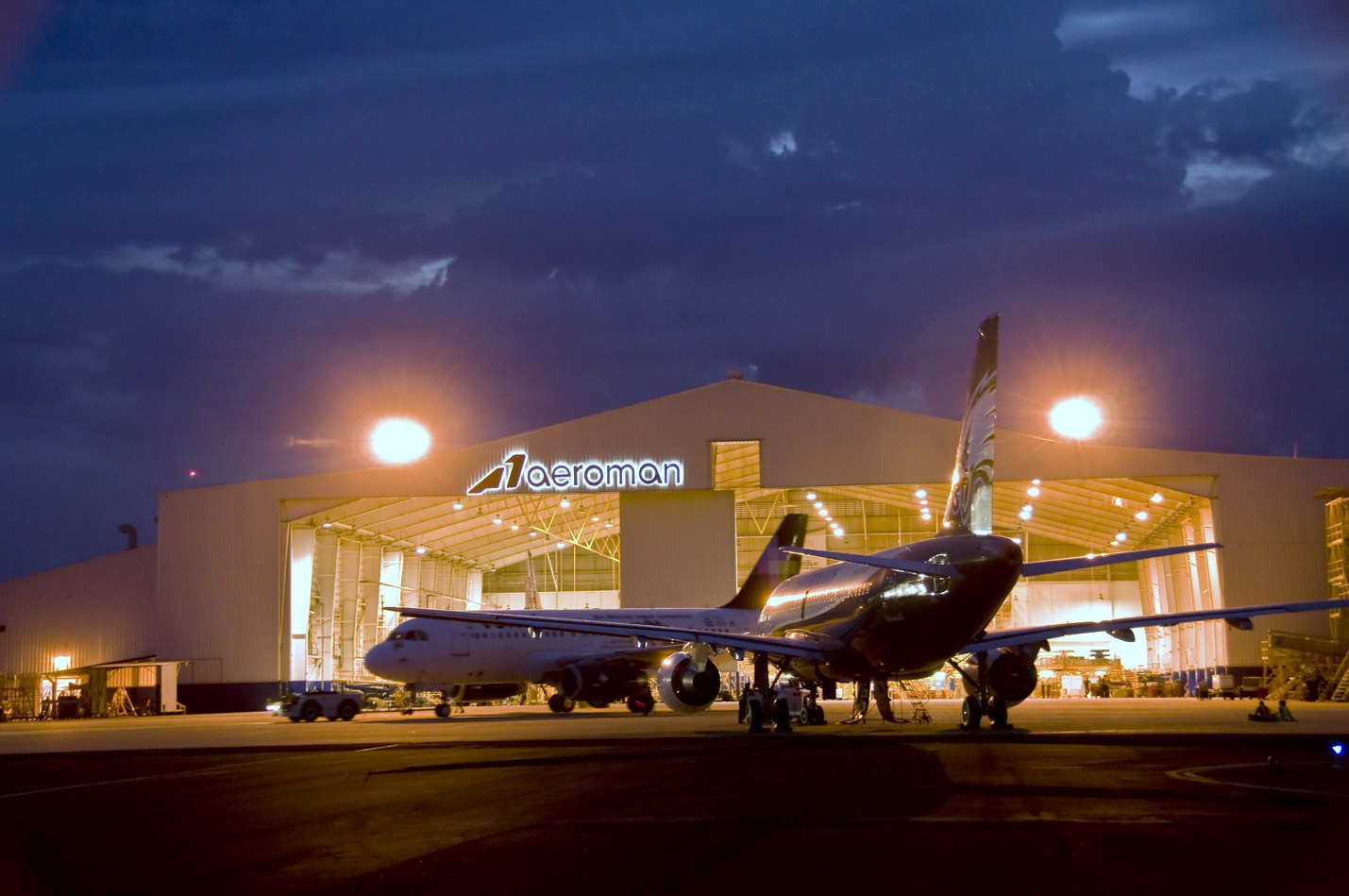
O hangar da Aeroman em El Salvador durante a noite.

| Cidades por países                                | Nome do aeroporto                                    | Companhias aéreas                                        | Nº de voos por semana           |
| América do Norte                                  | América do Norte                                     | América do Norte                                         | América do Norte                |
| ------------------------------------------------- | ---------------------------------------------------- | -------------------------------------------------------- | ------------------------------- |
| Canadá (1 destino, 1 companhia aérea)             |                                                      |                                                          |                                 |
| Toronto                                           | Aeroporto Internacional Toronto Pearson              | Avianca El Salvador                                      | 7                               |
| Estados Unidos (11 destinos, 5 companhias aéreas) |                                                      |                                                          |                                 |
| Atlanta                                           | Aeroporto Internacional Hartsfield-Jackson           | Delta Air Lines                                          | 7                               |
| Chicago                                           | Aeroporto Internacional Chicago-O'Hare               | Avianca El Salvador                                      | 4                               |
| Dallas-Fort Worth                                 | Aeroporto Internacional de Dallas-Fort Worth         | Avianca El Salvador / American Airlines                  | 11                              |
| Fort Lauderdale                                   | Aeroporto Internacional de Fort Lauderdale-Hollywood | Spirit Airlines                                          | 4                               |
| Houston                                           | Aeroporto Intercontinental George Bush               | Avianca El Salvador / United Airlines / Spirit Airlines  | 21                              |
| Los Angeles                                       | Aeroporto Internacional de Los Ángeles               | Avianca El Salvador / Delta Air Lines                    | 25                              |
| Miami                                             | Aeroporto Internacional de Miami                     | Avianca El Salvador / American Airlines                  | 14                              |
| Newark                                            | Aeroporto Internacional Libertad de Newark           | United Airlines                                          | 1                               |
| Nova Iorque                                       | Aeroporto Internacional John F. Kennedy              | Avianca El Salvador                                      | 18                              |
| São Francisco                                     | Aeroporto Internacional de San Francisco             | Avianca El Salvador                                      | 15                              |
| Washington D. C.                                  | Aeroporto Internacional Washington-Dulles            | Avianca El Salvador / United Airlines                    | 25                              |
| México (2 destinos, 2 companhias aéreas)          |                                                      |                                                          |                                 |
| Cancún                                            | Aeroporto Internacional de Cancún                    | Avianca El Salvador                                      | 7                               |
| Cidade do México                                  | Aeroporto Internacional da Cidade do México          | Avianca El Salvador / Aeroméxico                         | 21                              |
| América Central e Caribe                          |                                                      |                                                          |                                 |
| Belize (1 destino, 1 companhia aérea)             |                                                      |                                                          |                                 |
| Belize                                            | Aeroporto Internacional Philip S. W. Goldson         | Avianca El Salvador                                      | 7                               |
| Costa Rica (2 destinos, 3 companhias aéreas)      |                                                      |                                                          |                                 |
| San José                                          | Aeroporto Internacional Juan Santamaría              | Avianca El Salvador / Avianca Costa Rica / VECA Airlines | 28                              |
| Liberia                                           | Aeroporto Internacional Daniel Oduber                | Avianca El Salvador                                      | 4                               |
| Cuba (1 destino, 1 companhia aérea)               |                                                      |                                                          |                                 |
| Havana                                            | Aeroporto Internacional José Martí                   | Avianca El Salvador                                      | 4                               |
| Guatemala (1 destino, 2 companhias aéreas)        |                                                      |                                                          |                                 |
| Cidade da Guatemala                               | Aeroporto Internacional La Aurora                    | Avianca El Salvador / VECA Airlines                      | 32                              |
| Honduras (3 destinos, 1 companhia aérea)          |                                                      |                                                          |                                 |
| Tegucigalpa                                       | Aeroporto Internacional Toncontín                    | Avianca El Salvador                                      | 21                              |
| Roatán                                            | Aeroporto Internacional Juan Manuel Gálvez           | Avianca El Salvador                                      | 7                               |
| San Pedro Sula                                    | Aeroporto Internacional Ramón Villeda Morales        | Avianca El Salvador                                      | 21                              |
| Nicarágua (1 destino, 1 companhia aérea)          |                                                      |                                                          |                                 |
| Manágua                                           | Aeroporto Internacional Augusto César Sandino        | Avianca El Salvador                                      | 21                              |
| Panamá (1 destino, 2 companhias aéreas)           |                                                      |                                                          |                                 |
| Cidade do Panamá                                  | Aeroporto Internacional de Tocumen                   | Avianca El Salvador / Copa Airlines                      | 28                              |
| América do Sul                                    |                                                      |                                                          |                                 |
| Colômbia (3 destinos, 1 companhia aérea)          |                                                      |                                                          |                                 |
| Bogotá                                            | Aeroporto Internacional El Dorado                    | Avianca El Salvador                                      | 18                              |
| Cáli                                              | Aeroporto Internacional Alfonso Bonilla Aragón       | Avianca El Salvador                                      | 5                               |
| Medellín                                          | Aeroporto Internacional José María Córdova           | Avianca El Salvador                                      | 7                               |
| Equador (2 destinos, 1 companhia aérea)           |                                                      |                                                          |                                 |
| Guayaquil                                         | Aeroporto Internacional José Joaquín de Olmedo       | Avianca El Salvador                                      | 5                               |
| Quito                                             | Aeroporto Internacional Mariscal Sucre               | Avianca El Salvador                                      | 6                               |
| Peru (1 destino, 1 companhia aérea)               |                                                      |                                                          |                                 |
| Lima                                              | Aeroporto Internacional Jorge Chávez                 | Avianca El Salvador / Avianca Perú                       | 14                              |
| Europa                                            |                                                      |                                                          |                                 |
| Espanha (1 destino, 1 companhia aérea)            |                                                      |                                                          |                                 |
| Madrid                                            | Aeroporto de Madrid-Barajas                          | Iberia                                                   | 4                               |
| Total: 31 destinos, 14 países, 11 aerolíneas      | Total: 31 destinos, 14 países, 11 aerolíneas         | Actualizado em Setembro de 2015                          | Actualizado em Setembro de 2015 |

### Terminal de carga
- American Airlines Cargo
- Amerijet International
- ABX Air
- Avianca Cargo
- Copa Carrego
- DHL
- FedEx
- Flórida West International Airways
- TNT Express
- UPS Air Cargo
- Unted Airlines Cargo

### Companhias aéreas que já operaram
- US Airways
- Air Flórida
- Air Europa
- Pan Am
- TÃO SAHSA
- SAM
- Mexicana de Aviação
- NICA Nicaragüense de Aviação, Aeronica
- Aviateca
- Lacsa

## Estatísticas

### Percentagem por TOM
| Companhia aérea     | Percentagem (2014) |
| Avianca El Salvador | 85%                |
| American Airlines   | 8%                 |
| United Airlines     | 1%                 |
| Copa Airlines       | 1%                 |
| Iberia              | 2%                 |
| Spirit Airlines     | 1%                 |
| Outros              | 2%                 |
| Total               | 100.0%             |

### Percentagem por frequências
| Companhia aérea     | Percentagem (2014) |
| Avianca El Salvador | 77%                |
| American Airlines   | 7%                 |
| United Airlines     | 1%                 |
| Copa Airlines       | 1%                 |
| Iberia              | 3%                 |
| Spirit Airlines     | 2%                 |
| Delta Air Lines     | 1%                 |
| Aeromexico          | 1%                 |
| Outros              | 8%                 |
| Total               | 100.0%             |